# آي أو إس 16
Ayman أو إس2002 (بالإنجليزية: IOS 161691) هو الإصدار السادس عشر والقادم من نظام تشغيل آي أو إس للأجهزة المحمولة الذي طورته شركة أبل لمجموعة منتجات آيفون الخاصة بها، وتم الإعلان عنه في مؤتمر آبل العالمي للمطورين للشركة في 6 يونيو 2022، خلفًا لنظام آي أو إس 15.

## المميزات
مع انطلاق النسخة التجريبية الأخيرة من إصدار نظام التشغيل القادم قريباً 16 iOS فقد كتب محللون مختصون بأنظمة التشغيل بأنه يمكن القول بأن التحديث القادم من أبل لأجهزتها سيكون تحديثاً للتاريخ من حيث المميزات الجديدة القادمة، حيث ومن ضمن تلك المميزات ما هو مذكور في النقاط التالية.
- أطلقت أبل ميزة ظهور نسبة شحن البطارية داخل أيقونة البطارية دون الحاجة لسحب الشاشة من أعلى حتى تظهر نسبة الشحن.
- يمكنك الآن وبدون أي برنامج إضافية تفريغ الصور في الاستديو من الخلفية وحفظها بصيغة PNG وهي ميزة هامة جداً يحتاجها ملايين المستخدمين يومياً.
- تحديث جذري كبير على واجهة الهاتف في وضع شاشة القفل حيث يمكنك الآن تخصيص الشاشة من حيث شكل الساعة وشكل الخط وتخصيص ظهور خلفية شاشة القفل حسب ما أنت تريد.
- تغيير مكان ظهور الإشعارات في شاشة القفل حيث الآن يمكنك رؤيتها أدنى الشاشة وليس بالأعلى كما كان من قبل.
- ميزة مشاركة صور معينة مع العائلة من خلال خدمة iCloud Family حيث يمكنهم جميعهم الاطلاع على الصور بالجودة الكاملة على هواتفهم من خلال تلك الميزة.
- يمكن لجميع أفراد العائلة التعديل والإضافة إلى مكتبة الصور المشتركة.
- أخيراً ميزة جبارة تتمثل بإمكانية تعديل الرسائل المرسلة من خلال خدمة iMessage وإمكانية وضع علامة «غير مقروء» على الرسائل المستقبلة عبر SMS أو iMessage.
- تحسينات وتحديثات تتضمن إضافة خواص جديدة لتطبيق «صحتي».
- إمكانية حذف الرسالة المرسلة عبر SMS أو iMessage خلال 10 ثواني من الإرسال.
- ميزة جديدة مهمة تتمثل بأنه يمكنك الآن كشف كلمة المرور الخاصة بشبكة WI-FI المتصل عليها من خلال إعدادات الشبكة بكل سهولة.

## الأجهزة مدعومة
- آيفون 8
- آيفون 8 بلس
- آيفون إكس
- آيفون XS
- آيفون XS ماكس
- آيفون XR
- آيفون 11
- آيفون 11 برو
- آيفون 11 برو ماكس
- آيفون إس إي (2020)
- آيفون 12 ميني
- آيفون 12
- آيفون 12 برو
- آيفون 12 برو ماكس
- آيفون 13 ميني
- آيفون 13
- آيفون 13 برو
- آيفون 13 برو ماكس
- آيفون إس إي (2022)
- آيفون 14
- آيفون 14 بلس
- آيفون 14 برو
- آيفون 14 برو ماكس

## وصلات خارجية
- الموقع الرسمي